# David Blunkett

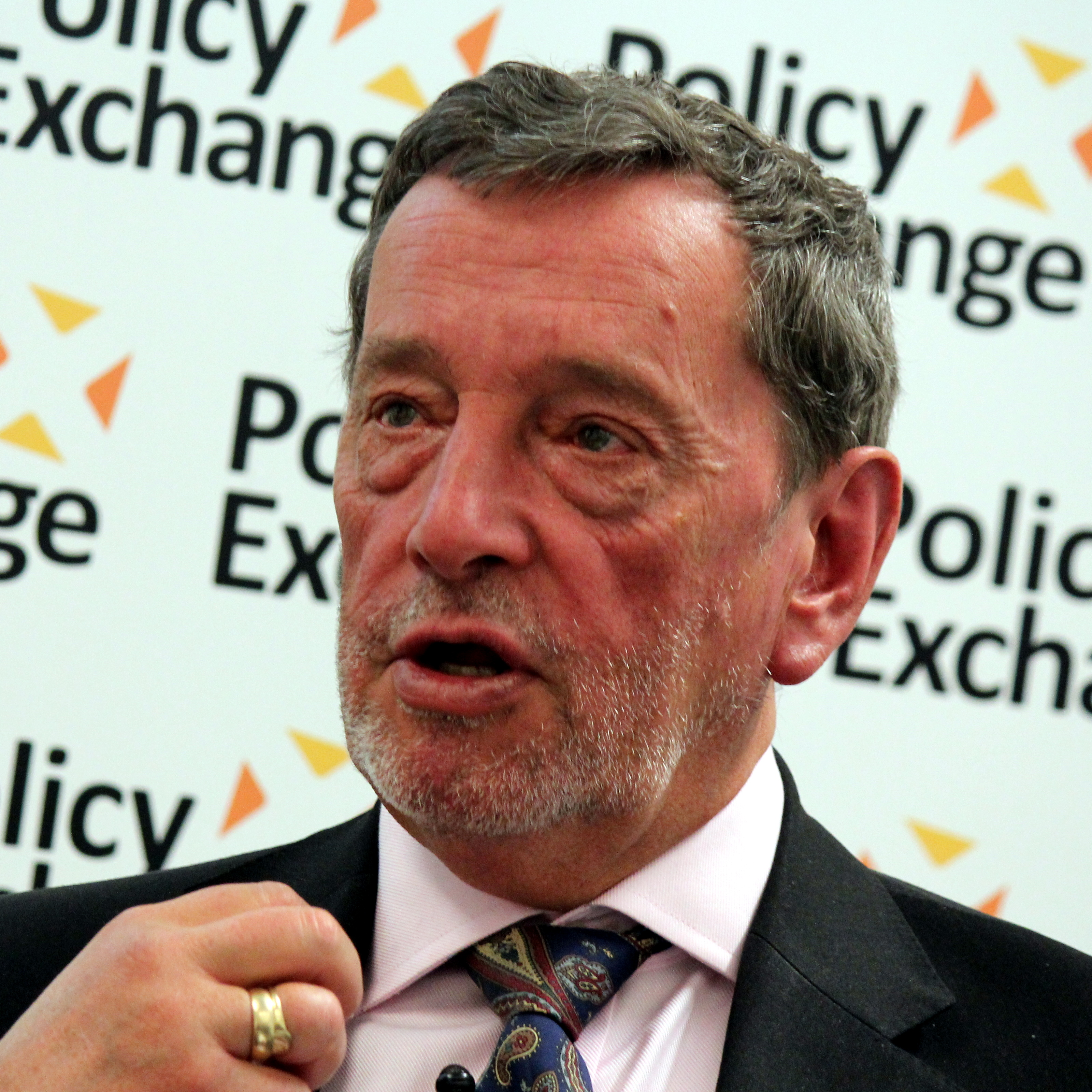
David Blunkett (2015)

David Blunkett, född 6 juni 1947 i Sheffield, South Yorkshire, är en brittisk politiker som var Storbritanniens inrikesminister 2001-2004. Han tillhör Labour och var parlamentsledamot för valkretsen Sheffield, Brightside från 1987 till 2010 och för Sheffield, Brightside and Hillsborough från 2010 till 2015. Member for Sheffield, Brightside 
Blunkett är blind sedan födseln. Trots sitt handikapp och sin fattiga uppväxt (på grund av att hans far dog i en arbetsplatsolycka) lyckades han både vinna priser vid Sheffields universitet och bli den yngste någonsin att komma in i Sheffields stadsfullmäktige. Han lyckades bli invald i Labourpartiets verkställande utskott under 1980-talet. 1987 blev han partiets talesman i lokala frågor och 1992 blev han partiets skuggminister för hälsofrågor, vilket han var till 1994 då han istället blev skuggminister för utbildningsfrågor. 
Vid Labours valvinst 1997 blev han utbildnings- och arbetsminister, en post han höll till valet 2001, då han blev inrikesminister.
Den 15 december 2004 avgick han från posten som inrikesminister.
Efter valet 2005 återkom Blunkett i regeringen, nu som arbets- och pensionsminister (Secretary of State for Work and Pensions). Han avgick dock igen i november samma år efter att uppgifter framkommit om hans affärsintressen under de månader då han var utanför regeringen. 
Han adlades 2015 som Lord Blunkett.